# Ứng Hạo Minh
Ứng Hạo Minh (tên tiếng Trung: 应昊茗; bính âm: Ying Hao Ming, tên tiếng Anh: Hanson Ying, sinh ngày 25 tháng 6 năm 1986), tên khai sinh là Ứng Tuấn, là nam diễn viên Trung Quốc đại lục.

## Tiểu sử
Năm 2004, anh tham gia bộ phim truyền hình 24 Giờ đặc biệt, từ đó chính thức bước chân vào giới giải trí. Năm 2005, anh tham gia bộ phim điện ảnh đầu tay Tình điên Đại Thành, năm 2007 tham gia phim truyền hình đề tài huyền bí Phụ tử thần thám, năm 2008 tham gia bộ phim truyền hình võ hiệp Anh Hùng Xạ Điêu, năm 2011 góp mặt trong bộ phim cách mạng Thử hỏi anh hùng ở nơi đâu. Năm 2014, anh nhờ vai diễn nhị sư huynh Lăng Đoan trong bộ phim cổ trang tiên hiệp Cổ Kiếm Kỳ Đàm mà bộc lộ tài năng, năm 2015 các bộ phim chiếu mạng Cổ Kính và phim cổ trang Thiếu niên tứ đại danh bộ lần lượt phát sóng.
Năm 2016, hai bộ phim truyền hình cổ trang Lục phiến môn và dân quốc Lão cửu môn lần lượt phát sóng. Cùng năm, anh nhận được giải Nam diễn viên chính xuất sắc nhất trong Lễ trao giải Liên hoan phim Trung Quốc Quốc tế thanh niên cho vai diễn Lý Nghị trong phim chiếu mạng Minh triều Cẩm Y Vệ 1. Tháng 11 năm 2017, phim hiện đại đô thị tình cảm Bậc thầy trang điểm, tháng 12, phim điện ảnh chiếu mạng Minh triều Cẩm Y Vệ 2, năm 2018, phim cổ trang dã sử Độc Cô thiên hạ và dân quốc thần tượng Hải đường kinh vũ yên chi thấu lần lượt phát sóng. Tháng 4 năm 2018, anh nhận được giải thưởng Nam phụ xuất sắc nhất phim chiếu mạng cho vai diễn Tề Thiết Chủy trong phim Lão Cửu Môn và Top 10 nam diễn viên dòng phim chiếu mạng cho phim Minh triều Cẩm Y Vệ trong Lễ trao giải Liên hoan phim chiếu mang Bắc Kinh lần thứ 2.
Năm 2019 anh lần lượt tham gia các bộ phim Trung Khuyển Lưu Lạc Ký (phim điện ảnh chiếu mạng, nam chính), Thiên Bồng nguyên soái (phim điện ảnh chiếu mạng, nam chính), Hoang mạc kỳ tình (phim điện ảnh chiếu mạng, nam chính) và Anh em Guitar (phim truyền hình, nam chính)(*).
Năm 2020 phim truyền hình Anh em Guitar (*) phát sóng trên đài truyền hình Trung Ương CCTV8. Cùng năm, anh lần lượt tham gia các bộ phim Mục dã quỷ sự chi tầm long (phim điện ảnh chiếu mạng, nam chính), Truy tung (phim điện ảnh chiếu mạng, nam chính) và Pháp y Tần Minh: Lời tố cáo lặng thầm (phim chiếu mạng, khách mời). Tháng 11.2020, Thiên Bồng nguyên soái phát sóng trên nền tảng chiếu phim IQiYi.
(*) Về bộ phim Anh Em Guitar: Trong tập 12, vào phút 41:57 của bộ phim này xuất hiện bản đồ có hình ảnh đường lưỡi bò vi phạm chủ quyền biển đảo của Nước Cộng hòa xã hội chủ nghĩa Việt Nam. Đề nghị không ủng hộ và tuyên truyền bộ phim này.
Tháng 01 năm 2021, Ứng Hạo Minh tham gia bộ phim cổ trang chiếu mạng Họa cốt nữ ngỗ tác; Tháng 10 năm 2021, anh gia nhập đoàn phim Cửu Long Thiên Quan: Cung điện dưới lòng sa mạc. Tháng 04 năm 2021, phim truyền hình Sứ mệnh tuyệt mật phát sóng trên đài truyền hình Trung Ương CCTV1. Trong phim Ứng Hạo Minh vào vai nhân viên tình báo ngầm Trâu Thúc Bảo, đây là một nhân vật có thật trong lịch sử. Tháng 09 năm 2021, phim điện ảnh đề tài chó cứu hộ Trung khuyển lưu lạc ký ra mắt tại các cụm rạp trên toàn quốc, bộ phim nhận được nhiều lời khen ngợi về nội dung.

## Đời Tư
Những người tiếp xúc với Ứng Hạo Minh đều cảm thấy anh là một người hiền hòa, dễ mến, cuộc sống tự nhiên vui vẻ bình dị, trong sự nghiệp diễn xuất dần thăng hoa kia chưa từng xuất hiện một tin đồn xấu nào, những thông tin của anh thường được giấu kín, người ta chỉ biết được vài thông tin cũng như sự nghiệp đóng phim của anh mà thôi. Qua trả lời phỏng vấn, có thể thấy tính cách Hạo Minh không quá hướng ngoại, thích ở nhà pha trà đọc sách, đôi khi cùng vài người bạn thân thiết đi đá banh, leo núi, lướt sóng... Bản thân anh cho rằng làm diễn viên quan trọng nhất không phải tiền, mà là được thử nghiệm với các vai diễn mới, sự công nhận lớn nhất là được khán giả tán đồng và hoan nghênh.

## Các Tài Khoản Liên Kết
•Tài khoản weibo do Ứng Hạo Minh quản lý và đăng tải: https://weibo.com/u/1316433757
•Tài khoản Weixin của Ứng Hạo Minh: 应昊茗Ming
•Tài khoản weibo của Hội fan Trung Quốc: https://weibo.com/u/5566405773
•Tài khoản weibo của Phòng làm việc Ứng Hạo Minh: https://weibo.com/u/6373142065
•Hội fan của Ứng Hạo Minh tại Việt Nam: https://m.facebook.com/YingHaoMing
•Kênh youtube do Fanpage Việt Nam quản lý: https://goo.gl/v9H4M8
•Trang wordpress do Minh Gia Trang quản lý: https://yinghaoming.wordpress.com/

## Danh sách phim

#### Phim truyền hình
| Năm  | Tên tác phẩm                        | Vai diễn                | Ghi chú   |
| ---- | ----------------------------------- | ----------------------- | --------- |
| 2004 | 24 Giờ đặc biệt                     | Trương Phàm             | Nam phụ   |
| 2005 | Một nhà già trẻ tiến về phía trước  | Trần Húc                | Nam phụ   |
| 2005 | Thái tổ bí sử                       | Đa Nhĩ Cổn              | Nam phụ   |
| 2006 | Ám dạ tâm hoảng hoảng               | Lục Vấn Trạch           | Nam phụ   |
| 2007 | Bài ca ánh mặt trời                 | Bạch Băng               | Nam phụ   |
| 2008 | Tân anh hùng xạ điêu truyện         | Lục Quán Anh            | Nam phụ   |
| 2009 | Hồng cảnh                           | Tôn Tiểu Bằng           | Nam phụ   |
| 2011 | Tân Thủy Hử truyện                  | Hạng Sung               | Nam phụ   |
| 2011 | Thử hỏi anh hùng ở nơi nào?         | Hà Tất Lai              | Nam phụ   |
| 2012 | Hán Sở tranh hùng                   | Chung Li Muội           | Nam phụ   |
| 2012 | Phi giá bất khả                     | Tony                    | Nam phụ   |
| 2012 | Đế Cẩm                              | Mộc Thanh               | Nam phụ   |
| 2013 | Tử sai kì duyên                     | Sở Vương Lý Ích         | Nam phụ   |
| 2014 | Cổ kiếm kì đàm                      | Lăng Đoan               | Nam phụ   |
| 2015 | Lục Tiểu Phụng và Hoa Mãn Lâu       | Thiên Tùng              | Nam phụ   |
| 2015 | Cực phẩm tân nương                  | Trầm Bách Cương         | Nam phụ   |
| 2015 | Thiếu niên tứ đại danh bổ           | Mạc Nhĩ Xích            | Nam phụ   |
| 2015 | Cổ Kính                             | Kha Cơ                  | Nam chính |
| 2016 | Nấc thang tình yêu                  | Dương Văn Bằng          | Nam phụ   |
| 2016 | Lục phiến môn                       | Ngôn Diệc Đông          | Nam phụ   |
| 2016 | Lão Cửu Môn                         | Tề Thiết Chủy (Bát gia) | Nam phụ   |
| 2017 | Độc cô thiên hạ                     | Vũ Văn Ung              | Nam phụ   |
| 2018 | Huyền môn đại sư                    | Đào hoa yêu             | Cameo     |
| 2019 | Hải đường kinh vũ yên chi thấu      | Lãng Nguyệt Minh        | Nam phụ   |
| 2020 | Anh em Guitar (*)                   | Phương Thanh Hoa        | Nam chính |
| 2021 | Sứ mệnh tuyệt mật                   | Trâu Thúc Bảo           | Nam phụ   |
| 2021 | Pháp y Tần Minh: Chứng từ thầm lặng | Dương Kỳ                | Cameo     |
| 2021 | Dân gian quái đàm lục               | Chu thiếu gia           | Nam phụ   |

(*) Về bộ phim Anh Em Guitar: Trong tập 12, vào phút 41:57 của bộ phim này xuất hiện bản đồ có hình ảnh đường lưỡi bò vi phạm chủ quyền biển đảo của Nước Cộng hòa xã hội chủ nghĩa Việt Nam. Đề nghị không ủng hộ và tuyên truyền bộ phim này.

#### Phim điện ảnh
| Năm         | Tên tác phẩm                                       | Vai diễn       | Ghi chú   |
| ----------- | -------------------------------------------------- | -------------- | --------- |
| 2005        | Tình điên đại thánh                                | Lang vương     | Nam phụ   |
| 2006        | Người đàn ông 35 tuổi                              | Hoàng Dịch     | Nam phụ   |
| 2007        | Phụ tử thần thám                                   | Ngô Hoằng Kiệt | Nam phụ   |
| 2009        | Hoa nhân tịnh đế khai                              | Tiếu Viễn      | Nam phụ   |
| 2010        | Trí mệnh nhu tình                                  | Sở Minh Đào    | Nam phụ   |
| 2013        | Ở bên nhau (phim điện ảnh của Sony mừng Thất Tịch) |                | Nam chính |
| 2016        | Minh triều Cẩm y vệ (Phần 1)                       | Lý Nghị        | Nam chính |
| 2016        | Mũi tên tình yêu                                   | Lâm Đông       | Nam chính |
| 2017        | Minh triều Cẩm y vệ (Phần 2)                       | Lý Nghị        | Nam chính |
| 2020        | Ám sát Vũ Văn Hộ                                   | Vũ Văn Ung     | Nam phụ   |
| 2020        | Thiên Bồng nguyên soái                             | Thiên Bồng     | Nam chính |
| 2021        | Trung khuyển lưu lạc ký                            | Dương Kỳ       | Nam chính |
| 2021        | Mục dã quỷ sự chi tầm long                         | Hồ Bất Muội    | Nam chính |
| 2023        | Chuyện lạ dân gian: Ngụy Hi Ban                    | Hàn Minh       | Nam chính |
| 2021        | Pháp y Tần Minh: Bản hòa tấu trong mưa             | Tần Minh       | Nam chính |
| Chưa ra mắt | Tây Thi tân truyện                                 |                |           |
| Chưa ra mắt | Âm dương tài phùng                                 |                |           |

#### Phim chờ phát sóng
| Năm quay | Tên tác phẩm                                    | Thể Loại | Thể Loại         | Vai diễn       | Ghi chú   |
| -------- | ----------------------------------------------- | -------- | ---------------- | -------------- | --------- |
| Năm quay | Tên tác phẩm                                    | Movie    | Drama            | Vai diễn       | Ghi chú   |
| 2017     | Thất huyền tử                                   | Webmovie |                  |                | Cameo     |
| 2018     | Hoang mạc kỳ tình                               | Webmovie |                  |                | Nam chính |
| 2018     | Thiên hạ Trường An                              |          | Phim truyền hình |                | Cameo     |
| 2020     | Mục dã quỷ sự chi tầm long                      | Webmovie |                  | Hồ Bất Muội    | Nam chính |
| 2020     | Truy tung                                       | Webmovie |                  | Viên Hải Dương | Nam chính |
| 2021     | Họa cốt nữ ngỗ tác                              | Webmovie |                  | Cảnh Dung      | Nam chính |
| 2021     | Cửu Long Thiên Quan: Cung điện dưới lòng sa mạc | Webmovie |                  | Trác Viễn      | Nam chính |